# Chrysispa acanthina
Chrysispa acanthina là một loài bọ cánh cứng trong họ Chrysomelidae. Loài này được Reiche miêu tả khoa học năm 1850.